# Pippi Calzelunghe (romanzo)
Pippi Calzelunghe (in svedese Pippi Långstrump) è un libro per ragazzi della scrittrice svedese Astrid Lindgren, pubblicato inizialmente in patria in tre volumi: nel 1945 (Pippi Calzelunghe), nel 1946 (Pippi Calzelunghe a bordo) e nel 1948 (Pippi Calzelunghe nei Mari del Sud), successivamente raccolti in uno solo. Il libro ebbe uno straordinario successo in patria e all'estero e ne venne tratto un lungometraggio cinematografico e una serie televisiva di successo.

## Genesi e storia editoriale
Nel 1941 Karin, la figlia di Astrid Lindgren, ebbe una polmonite e ogni sera la madre si sedeva vicino al suo letto e le raccontava delle storie e fiabe. Accadde che una sera Karin le chiese la storia di Pippi Calzelunghe, un nome che si era inventata al momento: vista la stranezza del nome Lindgren decise che anche la storia della bambina dovesse essere oltremodo fuori dal comune. A Karin piacque così tanto la prima storia di Pippi che ne chiese sempre altre e negli anni seguenti Pippi divenne il principale personaggio dei racconti di casa Lindgren.
Nel 1944, a causa di una caduta sul ghiaccio, Lindgren si slogò una caviglia e fu costretta a letto. In quei giorni stenografò le storie di Pippi e scoprì che scrivere era divertente quanto leggere. Successivamente trascrisse tutto in un manoscritto, da lei anche illustrato, che donò alla figlia per il suo decimo compleanno che fu poi pubblicato nel 1945 (Pippi Långstrump) dall'editore Rabén & Sjögren.
Successivamente Lindgren scrisse due seguiti: Pippi Långstrump går ombord (Pippi Calzelunghe a bordo), del 1946 e Pippi Långstrump i Söderhavet (Pippi Calzelunghe nei Mari del Sud), del 1948, entrambi editi da Rabén & Sjögren. Nel 1952 lo stesso editore pubblicò Boken om Pippi Långstrump (Il libro di Pippi Calzelunghe), un volume antologico che riuniva tutti e tre i libri, rimuovendo tuttavia per ragioni editoriali otto capitoli e apportando alcuni tagli e modifiche ai restanti.

### Edizione italiana
Pippi Calzelunghe venne pubblicato per la prima volta in Italia nel 1958 dalla Vallecchi all'interno della collana Il Martin Pescatore con traduzione a cura di Donatella Ziliotto. La traduzione era però basata sull'edizione antologica modificata del 1952. Nel 2003 Salani Editore (che aveva già pubblicato il libro nel 1988) pubblicò per festeggiare i 140 anni della casa editrice un'edizione limitata numerata, in cui vennero reintegrati gli otto capitoli inediti in Italia; venne inoltre rivista e aggiornata la traduzione originale della Ziliotto. La stessa edizione è stata ripubblicata da Salani nel 2020 con ulteriori modifiche; in questa edizione l'Isola di Cip-cip (Kurrekurredutt in originale) diventa Isola di Kora Kora.

## Trama
Il romanzo, ambientato tra gli anni 1930 e 1940 (però è più probabile che sia ambientato negli anni '30 perché negli anni '40 c'era la guerra), è la storia di Pippi Calzelunghe, una bambina che va a vivere da sola in una grande villa in un piccolo paese della Svezia, e di Tommy e Annika, due fratellini che fanno subito amicizia con lei. Insieme a Pippi i due bambini vivono delle bizzarre e favolose avventure. Si tratta di svariati episodi che raramente riportano connessioni l’uno con l’altro ma sono tutti uniti dalla fantasia di Pippi, una bambina che non si annoia mai, dotata di una grandissima inventiva, che guarda il mondo dal suo punto di vista.

### Pippi Långstrump
1. Pippi si trasferisce a Villa Villacolle: Pippi è una bambina di nove anni rimasta orfana. Sua madre morì quando Pippi era appena nata e lei crede che la guardi dal cielo con un cannocchiale; mentre il padre fu dato per disperso dopo un brutto temporale, ma Pippi non crede sia morto, ma che sia approdato su un'isola e ne sia diventato re. Essendo rimasta sola, Pippi si trasferì dalla nave alla villa del padre, Villacolle, insieme alla sua scimmietta il Signor Nilsson, portando con sé una valigia piena di monete d'oro, con una delle quali aveva comprato un cavallo. In questo capitolo Tommy e Annika, curiosi, si recano a Villa Villacolle e qui vi trovano Pippi mentre cammina al contrario davanti alla staccionata di casa. Quest'ultima accoglie i suoi nuovi amici, preparando delle frittelle e raccontando storie un po' troppo fantasiose.
2. Pippi cerca cose: In questo capitolo Pippi si ritrova buffamente a fare dei biscotti per terra, dopodiché propone a Tommy e Annika il gioco di cercare cose nei dintorni della villa fino a quando non trovano un contenitore di latta, che userà per i suoi biscotti. Successivamente i tre amici vedono un gruppo di bulli infastidire un ragazzo e Pippi non esita a mettersi in mezzo. Inizialmente i bulli la deridono, ma con la sua forza sovrumana, Pippi li mette al tappeto.
3. Pippi gioca a rincorrersi con la polizia: Gli anziani della cittadina vengono ben presto a sapere che questa bambina, Pippi, vive da sola, senza nessuno che badi a lei e decidono, perciò, di chiamare la polizia. Giungono, quindi, due poliziotti a Villa Villacolle, intenti a portare Pippi in collegio e avviarla allo studio. Pippi, però, non intenzionata minimamente a seguire i poliziotti, inizia a farsi rincorrere, ma dopo un po', stanca di questo, con la sua forza prende per le braccia i due poliziotti e li porta fuori dalla sua villa.
4. Pippi va a scuola: Tommy e Annika convincono Pippi ad andare a scuola, perché trovano ingiusto che Pippi non ci vada mentre loro sì. Una volta a scuola Pippi si presenta dicendo di chiamarsi Pippilotta Tapparella Succiamenta, figlia del capitano Efraim Calzelunghe, re dell’isola. La maestra le accoglie dicendo che imparerà tante cose e subito inizia a esaminare le conoscenze di Pippi, senza nessun risultato. Addirittura, quando le chiede di fare un disegno, Pippi, anziché farlo su un foglio, comincia a disegnare per terra dicendo che il suo cavallo non sarebbe entrato in un foglio. La bambina inizia a raccontare tutte le sue fantasie, del padre che è diventato re di un’isola, la madre che la guarda dall’alto con un cannocchiale, che nelle scuole argentine non esiste la matematica, i bambini mangiano le caramelle scartate dalla maestra e che non hanno compiti, ma moltissime vacanze. Alla fine Pippi rinuncia ad andare a scuola.
5. Pippi racconta la storia del cinese e scopre un nascondiglio: Pippi racconta a Tommy, Annika e a un'incredula bambina di passaggio davanti a Villa Villacolle, che in Cina conobbe un cinese che aveva le orecchie talmente tanto grandi che, in caso di pioggia, avrebbero potuto riparare sia lui che i suoi amici. Infine Pippi scopre una quercia cava, che da quel giorno diventa il loro nascondiglio.
6. Pippi organizza una gita: Pippi propone di andare a fare una gita in un giorno in cui la scuola di Tommy e Annika è chiusa per le pulizie. I ragazzi giungono su una collina dove si fermano per fare un pic-nic e qui Pippi prova a volare, ma cade. Nel frattempo i bambini, non vedendo più il signor Nilsson, iniziano a cercarlo. Tommy si imbatte in un toro, il quale si infuria e lo punta. A questo punto interviene Pippi, che afferra le corna dell’animale e gli salta sopra, fino a sfinirlo.
7. Pippi va al circo: I tre amici decidono di andare al circo. Una volta lì Pippi decide di prendere parte allo spettacolo: salta su un cavallo nero, sale sulla corda della funambola Miss Elvira e batte il campione Adolf Lo Forte, lasciando tutti sbalorditi.
8. Pippi e i ladri: I due ladri Tuono-Karlsson e Blum entrano nella villa di Pippi per chiedere un panino mentre lei aveva rovesciato la valigia per terra per contare le sue monete d’oro. Pippi li fa entrare affermando di essere con il Signor Nilsson, perciò i due uomini decisero di tornare più tardi quando Pippi sarebbe andata a dormire, per rubare le sue monete d’oro. Quando entrarono di nuovo, la ragazzina si svegliò, tolse dalle mani dei ladri la valigia piena d’oro e li legò. Dopodiché fa ballare loro la tarantella fino allo sfinimento. Infine dà loro qualcosa da mangiare e una moneta d’oro per ringraziarli del divertimento.
9. Pippi al caffè delle signore: Tommy e Annika invitano Pippi a un rinfresco per signore. La bimba si presenta a casa Settergren goffamente truccata e inizia a mettere in imbarazzo i suoi amici davanti alle ospiti: prima divorando da sola una torta intera e poi spargendo tutto lo zucchero sul pavimento. Le signore iniziano a lamentarsi delle loro cameriere e a questo punto Pippi racconta loro di Malin, l'indisciplinata cameriera di sua nonna con l'abitudine di aggredire gli ospiti e di rubare. Prima che se ne vada, la signora Settergren rimprovera Pippi. Questa si mette a piangere, delusa per non essere riuscita a comportarsi bene. Mentre escono di casa, Pippi ricorda alle signore come nonostante tutto sua nonna fosse molto dispiaciuta quando Malin se ne andò.
  - Capitolo reintegrato successivamente.
10. Pippi salva-bambini: Tommy e Annika sono a prendere il tè da alcuni amici di famiglia e Pippi passa il tempo dipingendo una signora sulla carta da parati. Nel pomeriggio decide di uscire a cavallo con il Signor Nilsson. Passando per la città nota una gran folla accalcata attorno a un edificio a tre piani che sta andando in fiamme. Due bambini sono intrappolati all'ultimo piano dall'incendio. Pippi riesce ad arrampicarsi su un albero accanto alla palazzina grazie a una corda che viene fissata a un ramo dal Signor Nilsson. Dopodiché porta in salvo i bambini camminando in bilico su un'asse di legno posta tra il ramo e il davanzale. Infine si esibisce per la folla esultante danzando freneticamente sull'asse mentre il palazzo arde alle sue spalle.
  - Capitolo reintegrato successivamente.
11. Pippi festeggia il suo compleanno: Pippi invita Tommy e Annika al suo compleanno con una lettera con non pochi errori grammaticali. I due fratelli si recano a Villa Villacolle e le danno il loro regalo: un carillon. Pippi, entusiasta del suo regalo, decide di fare dei regali anche lei ai suoi amici, a Tommy regala un flauto e ad Annika una spilla. Successivamente i ragazzi giocano ai fantasmi e mangiano, fino all’arrivo del padre dei due bambini.

### Pippi Långstrump går ombord
1. Pippi abita ancora a Villa Villacolle: Capitolo introduttivo in cui vengono presentati al lettore Pippi e i suoi amici.
  - Capitolo reintegrato successivamente.
2. Pippi va per compere: Pippi, Tommy e Annika vanno per negozi, ma i due fratelli non hanno soldi per potersi comprare qualcosa per cui Pippi consegna a entrambi una manciata di monete d’oro. Innanzitutto Pippi ha intenzione di comprare un pianoforte, successivamente si dirigono in una profumeria, dove la bambina nota una pomata per lentiggini e non capisce perché la vendano, visto che a lei piacciono le sue lentiggini. Dopodiché i bambini entrano in una boutique di vestiti. Qui Pippi stacca un braccio a un manichino, scambiandolo per una commessa. La bimba spiega alla commessa adirata che intende comprare il braccio del manichino, ma questa la sgrida dicendole che avrebbe dovuto pagare l'intero manichino. Pippi se ne va dal negozio lasciando la commessa attonita dopo avere pagato con alcune monete d'oro. Infine i tre ragazzi si dirigono verso il negozio di caramelle dove Pippi compra le caramelle per tutti i bambini che erano lì, stessa cosa accade poco dopo al negozio di giocattoli. Infine vanno in farmacia e la ragazzina compra tutte le medicine per mischiarle insieme e creare la “madacina” che guarisce da tutte le malattie.
  - L'episodio del manichino è presente solo in alcune edizioni.
3. Pippi scrive una lettera e va a scuola, ma rimane fuori: Pippi è invidiosa che Tommy e Annika ricevano delle lettere dalla loro nonna; decide quindi di spedirsi da sola una lettera con non pochi errori ortografici. Poco dopo apprende che i suoi amici andranno in gita scolastica. Pippi vorrebbe andare con loro, ma per partecipare alla gita è necessario frequentare le lezioni. Allora la bambina assiste a una lezione seduta su un ramo davanti alla finestra della classe. Pippi disturba la lezione raccontando di come in Australia esista una scuola in cui si fanno solo ricreazioni per tutto il giorno. Alla fine la maestra le accorda il permesso per venire in gita.
  - Capitolo reintegrato successivamente.
4. Pippi va in gita scolastica: Pippi si reca in gita scolastica con la classe di Tommy e Annika al Bosco dei Troll, ma rimane delusa quando scopre che non è realmente popolato da troll. Pippi finge allora di essere lei stessa un troll e inizia a catturare i bambini divertiti, nascondendoli poi nella sua tana. Nel bel mezzo del gioco i bambini scoprono Pippi mentre piange dopo avere trovato un uccellino, morto per essere caduto da un nido. Successivamente il gruppo si imbatte in un uomo che frusta un cavallo, costretto a trainare un carro carico di pesanti sacchi. Pippi soccorre il cavallo portandolo nella sua stalla e quindi rifila una lezione al padrone, lanciandolo ripetutamente in aria. Poi rompe la frusta e costringe l'uomo a trasportare uno dei sacchi da solo mentre lei tira il carro fino a casa sua. La classe viene ospitata per una merenda dalla madre di una dei bambini, che abita nei pressi del bosco. Durante la merenda Pippi sfoggia nuovamente un comportamento tutt'altro che esemplare e in seguito ai rimproveri della maestra, decide che in futuro si sforzerà di esercitarsi per diventare Una Signora Proprio Perbene.
  - Capitolo reintegrato successivamente.
5. Pippi va alla fiera: Pippi si reca al luna park insieme a Tommy e Annika indossando un vestito da sera di diverse taglie più grande. Dopo avere battuto un signore al tiro al bersaglio, Pippi offre ai suoi amici un giro di un'ora sulla giostra dei cavalli pagando con una moneta d'oro. In seguito i tre assistono a una pantomima in cui viene messo in scena un delitto ai danni di una contessa. Pippi scambiandolo per reale salta sul palcoscenico aggredendo il finto assassino e venendo acclamata dal pubblico. Dopo essere stati cacciati i bambini entrano nel serraglio degli animali, dove osservano il numero di Paula, l'incantatrice di serpenti. Pippi inizia a giocare con uno dei boa e quando questo tenta di soffocarla lei riesce a divincolarsi senza problemi davanti al pubblico esterrefatto. Subito dopo salva una bambina da una tigre che era scappata dal suo serraglio, afferrandola per le fauci e riconducendola facilmente in gabbia. Infine Pippi salva un venditore di salsicce da un attaccabrighe ubriaco, lanciandolo diverse volte per aria e costringendolo a pagare per tutte le salsicce che aveva sottratto.
  - Capitolo reintegrato successivamente.
6. Pippi fa un naufragio: Tommy racconta a Pippi di avere a casa un libro che parla di un naufragio, chiedendole se ne ha mai vissuto uno. Pippi gli dice di sì e le viene l’idea che potrebbero farlo anche loro andando su un'isola lì vicino. I bambini, con il Signor Nilsson e il cavallo, partono per quest’isola con una barca che Pippi aveva trovato e sistemato per l’occasione. Arrivati all’isola, si accampano e accendono un fuoco, successivamente vanno a dormire dopo avere mangiato. La mattina dopo i ragazzi si svegliano, esplorano l’isola, ma dopo non trovano più la barca e iniziano a scrivere un messaggio di aiuto. In realtà Pippi aveva solo spostato la barca, perciò i bambini tornano a casa.
7. Pippi riceve una visita di riguardo: Pippi riceve una visita inaspettata dal suo papà, che le dice di essere tornato dall’isola Cip-cip, della quale era diventato re. Disse che inizialmente gli abitanti volevano mangiarlo, ma dopo avere visto che aveva saputo sradicare una palma a mani nude lo elessero re. Pippi è contenta di avere avuto ragione circa il destino del padre e i due iniziano a ballare e a raccontarsi tutto ciò che è successo.
8. Pippi dà una festa d’addio: Pippi annuncia a Tommy e Annika che l’indomani sarebbe partita per fare da principessa all’isola Cip-cip e per navigare con l’equipaggio della salta matta. Così i bambini organizzano una festa di addio con tutti i bambini e l’equipaggio, dove mangiano e giocano tutto il giorno.
9. Pippi si imbarca: Arriva il giorno dell’imbarco, perciò i tre bambini si dirigono verso la Saltamatta. Tommy e Annika rimangono in silenzio, troppo tristi dalla partenza di Pippi. Arrivati alla barca i due fratelli scoppiano in lacrime e Pippi capisce di non volerli lasciare, dicendo al padre di volere restare a Villa Villacolle. Il padre le dà la sua approvazione.

### Pippi Långstrump i Söderhavet
1. Pippi abita sempre a Villa Villacolle: Un presuntuoso signore arrivato dalla grande città si ferma davanti a Villa Villacolle e decide di acquistarla credendola in vendita. Sulla veranda trova solo Pippi e i suoi due amici. Sprezzante dichiara di volere parlare con il proprietario, iniziando nel contempo a fare progetti. Pippi si prende gioco dell'uomo e quando questi inizia a minacciare di picchiare lei e Annika, Pippi lo scaraventa di peso nella sua auto. Poco dopo l'uomo torna sul posto accompagnato da un agente di polizia, che gli conferma che Pippi è la proprietaria della casa. L'uomo terrorizzato lascia la cittadina per non tornare mai più.
  - Capitolo reintegrato successivamente.
2. Pippi tira su di morale la signora Laura: Pippi fa visita a Tommy e Annika. La signora Settergren ha come ospite la signora Laura, un'anziana donna molto ansiosa e agitata. Pippi rallegra la signora con alcune surreali storie su sua nonna e sulla ciurma di suo padre. Prima di andarsene la signora ringrazia Pippi, dicendole che ora si sente molto meglio di prima.
  - Capitolo reintegrato successivamente.
3. Pippi trova uno spunk: Pippi inventa una nuova parola, “spunk” ma, non sapendo ancora cosa significhi, decide di andare per negozi e vedere se riesce a trovarne uno. Per prima cosa va in pasticceria, poi in un negozio di articoli per la casa e infine dal dottore, ma torna a casa delusa non trovando questo spunk. Sulla via di casa Pippi, Tommy e Annika trovano un insetto verde e decidono che quello sarebbe stato uno spunk.
4. Pippi e l’allegro esame dei bocciati: Tommy e Annika vanno a scuola per essere sottoposti a esame dalla signorina Rosenbloom, che ai bambini bravi e diligenti distribuisce caramelle e invitano l'amica. Pippi pure viene esaminata e, non sapendo rispondere nemmeno a una domanda, viene mandata in castigo senza caramelle con altri ragazzini. Pippi decide di fare un esame esclusivo per loro, facendo tutte domande facili alle quali tutti rispondono e lei ricompensa ognuno di loro con una moneta d’oro.
5. Pippi riceve una lettera: Tommy e Annika si ammalano di morbillo, perciò non possono vedere Pippi per qualche settimana, ma lei compra loro tanti regali e si esibisce tutti giorni in spettacoli davanti alle loro finestre, per rallegrarli. Tempo dopo, mentre gli amici sono in convalescenza, la bambina riceve una lettera dal padre, che le annuncia che i suoi sudditi avrebbero voluto conoscerla e che la sarebbe venuta a prendere presto.
6. Pippi torna a imbarcarsi: Il padre arriva in città e Pippi, felice di rivederlo, lo porta a Villa Villacolle assieme a Tommy e Annika. Questi ultimi sono tristi per la partenza di Pippi, ma si rallegrano dopo che Pippi dice loro che partiranno insieme a lei, d'estate, con il consenso della madre secondo la quale il medico dice che un cambio d'aria farà bene ai due fratelli.
7. Pippi approda: Dopo avere navigato per raggiungere l’isola Pippi, Tommy, Annika ed Efraim vengono accolti dai sudditi e si inginocchiano di fronte a Pippi in quanto loro principessa. Subito inizia una grande festa.
8. Pippi fa la morale a un pescecane: Tutti i bambini rimangono soli sull’isola perché gli adulti sono partiti per cacciare i cinghiali. Un bambino, Momo, propone di andare a esplorare le grotte. Durante la gita, Tommy cade in acqua e un pescecane è lì, intento ad azzannarlo. Pippi, però, si tuffa in acqua e butta fuori il pescecane, minacciandolo di non liberarlo se farà di nuovo una cosa simile.
9. Pippi fa la morale a Jim e Buck: Sull’isola approdano dei marinai, tra i quali ci sono due banditi, Jim e Buck, che hanno intenzione di rubare le perle site nella grotta in cui sono i bambini. Essi fingono di essere sull’isola per una visita di cortesia. Successivamente chiedono a Pippi se sull’isola ci siano delle perle e lei risponde di sì, che servono per fare giocare i bambini. I banditi cercano di rubare le perle ma cadono in mare, dove ci sono gli squali. Pippi li salva e loro escono dalla grotta.
10. Pippi si stanca di Jim e Buck: Jim e Buck minacciano Pippi dicendole che uccideranno il suo cavallo se lei non dà loro le perle. Pippi, stanca dei due minacciosi banditi, li lancia via, dicendo loro di non tornare mai più. Successivamente gli adulti tornano dalla caccia.
11. Pippi abbandona l’isola di Cip-cip: Nonostante i bei giorni trascorsi Pippi, Tommy e Annika devono tornare a casa, lasciando l’isola, Efraim e tutti i bambini, promettendo di tornare a trovarli. Tommy e Annika in particolare si domandavano come stiano i genitori e temono che non ci sia nessuno ad aspettarli, dato l’assente preavviso. I tre giungono a casa per Natale e furono felici di trovare i loro genitori ad attenderli.
12. Pippi non vuole diventare grande: La sera di Natale, Tommy e Annika vogliono festeggiarlo con Pippi per non lasciarla sola, anche se i genitori all'inizio sono riluttanto dopo la lunga assenza nei Mari del Sud. Pippi, felice di vederli, li accoglie in cucina con tanti dolci e dei regali. Successivamente, vedendo la neve cadere, Pippi annuncia ai due fratelli che avrebbe voluto costruire una capanna per la neve. Tommy, intristito, afferma che non vorrebbe mai diventare grande e Pippi gli dà ragione, perciò quest’ultima prende delle pillole gialle che dice di avere preso a Rio de Janeiro da un capo indiano. Queste pillole sarebbero in grado di non fare crescere i bambini se mangiate dicendo un’apposita formula magica: ”piccole e belle Cunegunde, non voglio mai diventare grunde” (al posto di grande). I bambini prendono queste pillole e infine rincasano, con la speranza di rimanere bambini per sempre e potersi divertire per sempre con Pippi.

## Documenti originali
Tutta la documentazione che riguarda la creazione del romanzo è conservata presso la Biblioteca nazionale svedese di Stoccolma, nell'archivio Lindgren, iscritto dal 2005 dall'UNESCO nel Memory of the world register.

## Edizioni
- Astrid Lindgren, Pippi Calzelunghe, Adriano Salani Editore, 14 dicembre 2007, ISBN 88-7782-013-6.

### Edizioni nel mondo
Di seguito, in ordine cronologico, le 37 edizioni mondiali del libro.
- Svezia: Pippi Långstrump, Stockholm:Rabén & Sjögren, 1945. Illustrato da Ingrid Vang Nyman
- Danimarca: Pippi Langstrømpe, Odense: Skandinavisk bogforlag, 1946. Illustrato da Ingrid Vang Nyman
- Finlandia: Peppi Pitkätossu, Borgå/Helsingfors:Söderströms, 1946. Illustrato da Ingrid Vang Nyman
- Norvegia: Pippi, Oslo: Damm, 1946. Illustrato da Alice Midelfart
- Islanda: Lína Langsokkur, Akureyri:Félagsútgáfan, 1948
- Germania (Repubblica Federale): Pippi Langstrumpf, Hamburg: Oetinger, 1949. Illustrato da Walter Scharnweber
- Stati Uniti: Pippi Longstocking, New York: Viking, 1950. Illustrato da Louis S. Glanzman
- Francia: Fifi Brindacier, Hachette, 1951
- Paesi Bassi: Pippi Langkous, Assen:Born, 1952
- Austria: Pippi Langstrumpf, Wien:Buch-Gemeinschaft Jung-Donauland, 1954. Illustrato da Walter Scharnweber och Anton Marek
- Regno Unito: Pippi Longstocking, London: Oxford University Press, 1954. Illustrato da Dick Vosburgh
- Slovenia: Pika Nogavicka, Mladinska knjiga, 1958
- Italia: Pippi Calzelunghe, Vallecchi, 1958
- Polonia: Pippi Pończoszanka, Warszawa: Nasza księgarnia, 1961. Illustrato da Zbigniew Piotrowski
- Spagna: Pippa Mediaslargas. Barcelona: Juventud, 1962. Illustrato da Dick Vosburgh
- Giappone: Ochame-na Pippi, Tokyo:Kodansha, 1963. Illustrato da Shigeru Kosaka
- Serbia: Pipi dugačka čarapa, Belgrad: Mlado pokolenje, 1963. Illustrato da Saśa Miśić
- Estonia: Pipi Pikksukk, Tallinn: Eesti Raamat, 1968.
- Slovacchia: Pippi dlhá pančucha, Bratislava:Mladé letá, 1968. Illustrato da Karel Teissig
- Bulgaria: Pipi Dalgotochorapce, Narodina Mladež, 1968. Illustrato da Ingrid Vang Nyman
- Sudafrica: Pippi Langkous, Human & Rousseau, 1970
- Iran: Pipī Ğūrāb-baland, Teherean: Kitābhā-ji ğǐb, 1971. Illustrato da Dick Vosburgh
- Brasile: Bibi Meia-Longa, Rio de Janeiro: Edições de Ouro, 1973. Illustrato da Lúcia Machado de Almeida
- Turchia: Pippi Uzunçorap ıssız köşkte, Arkadaş kitaplar, 1975
- Grecia: Pipe Phakidomyte, Metope, 1978
- Galles: Pippi Hosan-hir, Gwasg y dref wen, 1978
- Indonesia: Pippi Si Kaus Penjang, PT Gramedia, 1982
- Corea: Malkwallyangi Ppippi, Chongno sojok, 1982
- Galizia: Pippi Mediaslongas, Kalandraka, 2017
- Catalogna: Pippi Calcesllargues, Juventud, 1982
- Macedonia del Nord: Pipi dolgiot carap, Detska radost, 1990
- Sri Lanka: Pipi Digames, V. Gunaratna, 1991
- Isole Fær Øer: Pipi Langsokkur, Førøya lærarafelags, 1993
- Cina: China Times, 1994
- Thailandia: Pippi Thung-taow Yaow, Amarin 1994
- Paesi Baschi: Pippi Kaltzalue, Elkar, 1995
- Arabia: Jiñan fi bayt ya layta, Dar Al-Muna, 1996
- Romania: Egmont, 1996

## Adattamenti

### Cinema
- Pippi Långstrump, diretto da Per Gunvall (1949)
- Pippi Calzelunghe e il tesoro di Capitan Kid (Pippi Langstrumpf), diretto da Olle Hellbom (1969)
- Pippi a bordo! (Pippi geht von Bord), diretto da Olle Hellbom (1969)
- Pippi Calzelunghe e i pirati di Taka-Tuka (Pippi Långstrump på de sju haven), diretto da Olle Hellbom (1970)
- Quella strega di Pippi Calzelunghe (På rymmen med Pippi Långstrump), diretto da Olle Hellbom (1970)
- Le nuove avventure di Pippi Calzelunghe (The New Adventures of Pippi Longstocking), diretto da Ken Annakin (1988)
- Pippi Calzelunghe (Pippi Longstocking), diretto da Michael Schaack e Clive A. Smith (1997)

### Televisione
- Pippi Longstocking, episodio de Le grandi fiabe (Shirley Temple's Storybook) diretto da Frank Bunetta (1961)
- Pippi Calzelunghe (Pippi Långstrump), diretto da Olle Hellbom (1969)
- Peppi Dlinnyychulok (Пеппи Длинныйчулок), diretto da Margarita Mikaėljan (1984)
- Pippi Longstocking, episodio di ABC Weekend Specials diretto da Colin Chilvers (1985)
- Pippi Calzelunghe (Pippi Longstocking), diretta da Paul Riley (1997)